# Pius
Pius – imię męskie pochodzenia łacińskiego. Wywodzi się od słowa oznaczającego „pobożny”, „cnotliwy”. Jako przydomek imię to po raz pierwszy pojawiło się u cesarza rzymskiego Antonina Piusa (pan. 138–161). Imię to przyjęło dwunastu papieży.
Pius obchodzi imieniny: 30 kwietnia, 5 maja, 11 lipca, 21 sierpnia, 3 września i 23 września.
Osoby noszące imię Pius
- Papieże: Pius I, Pius II, Pius III, Pius IV, Pius V, Pius VI, Pius VII, Pius VIII, Pius IX, Pius X, Pius XI, Pius XII
- Pius Paschke – niemiecki skoczek narciarski
- Pius Schwert – amerykański polityk, członek Izby Reprezentantów
- Pius Weloński – polski rzeźbiarz
- Pio z Pietrelciny – włoski duchowny, stygmatyk i święty Kościoła katolickiego
- Franciszek Pius Radziwiłł – członek Tymczasowej Rady Stanu oraz dyrektor komisji wojskowej w gabinecie Jana Kantego Steczkowskiego
- Józef Pius Dziekoński – polski architekt i konserwator zabytków
- Ludwik Pius Bartosik (†1941) – polski kapłan zakonny, błogosławiony kościoła katolickiego, jeden ze 108 błogosławionych męczenników
- August Pius Dzieduszycki – szambelan austriacki (1875), działacz społeczny
- Maurycy Pius Rudzki, polski geofizyk i astronom